# ASL Airlines Switzerland
Pour les articles homonymes, voir ASL.
ASL Airlines Switzerland était une compagnie aérienne suisse. Elle opèrait un service régulier de transport express de colis depuis la Suisse, l'Allemagne et l'Italie à destination des grands hubs d'Europe. Elle était aussi spécialiste des opérations humanitaires, de l'industrie pétrolière et d'autres opérations spécialisées. La base principale était l'Aéroport de Bâle-Mulhouse-Fribourg et son quartier général était situé à Bottmingen, Bâle-Campagne.

## Histoire
La compagnie Farnair Switzerland SA a été créée et a commencé ses opérations en 1984. C'est une compagnie privée et détient aussi une filiale, Farnair Hungary.
Le 19 octobre 2014, la société mère Farnair Group est rachetée par le groupe concurrent irlandais ASL Aviation et Farnair Switzerland change de nom le 4 juin 2015 pour devenir ASL Airlines Switzerland.
Elle cesse ses activités le 1er février 2018.

## Flotte
Au mois de février 2017, la flotte d'ASL Airlines Switzerland est composée des appareils suivants:  
| Constructeur | Type   | Modèle | Propulsion   | Nombre d'avions | Mise en service | Retrait | Passagers | Personnel cockpit / cabine | Remarques                 |
| ------------ | ------ | ------ | ------------ | --------------- | --------------- | ------- | --------- | -------------------------- | ------------------------- |
| ATR /        | ATR 42 | 320    | 2 turboprops | 1               | 2003            | -       | 46Y       | 2/1                        |                           |
| ATR /        | ATR 72 | 201F   | 2 turboprops | 2               | 2002/2008-09    | -       | -         | 2/0                        | Opèrent pour DHL Aviation |
| ATR /        | ATR 72 | 202F   | 2 turboprops | 8               | 2004-2013       | -       | -         | 2/0                        |                           |